# 松坡渡口站
松坡渡口站（：／ Songpanaru yeok */?）是首爾地鐵9號線沿線的一座地下車站，位於韓國首爾特別市松坡區芳荑洞。

## 車站結構
站體為1面4線島式月台的地下車站，外側兩條軌道作為急行列車的通過線，候車月台則設有月台幕門，全站有出口共4處。

### 月台配置
| 石村 ↑      |
| \| 下 上 \| |
| ↓ 漢城百濟  |

| 月台 | 路線           | 目的地                                               |
| ---- | -------------- | ---------------------------------------------------- |
| 上行 | ●首爾地鐵9號線 | 綜合運動場、新論峴、銅雀、鷺梁津、金浦機場、開花方向 |
| 下行 | ●首爾地鐵9號線 | 漢城百濟、奧林匹克公園、遁村五輪、中央報勳醫院方向   |

## 歷史
- 2018年12月1日：落成啟用[1]。

## 車站周邊
- 芳荑洞古墳群（朝鲜语：서울 방이동 고분군）
- 芳荑市場
- 芳荑洞美食街
- 石村湖水公園（朝鲜语：석촌호수공원）
- 松理團路
- 松坡區廳
- 芳山高校

## 圖片

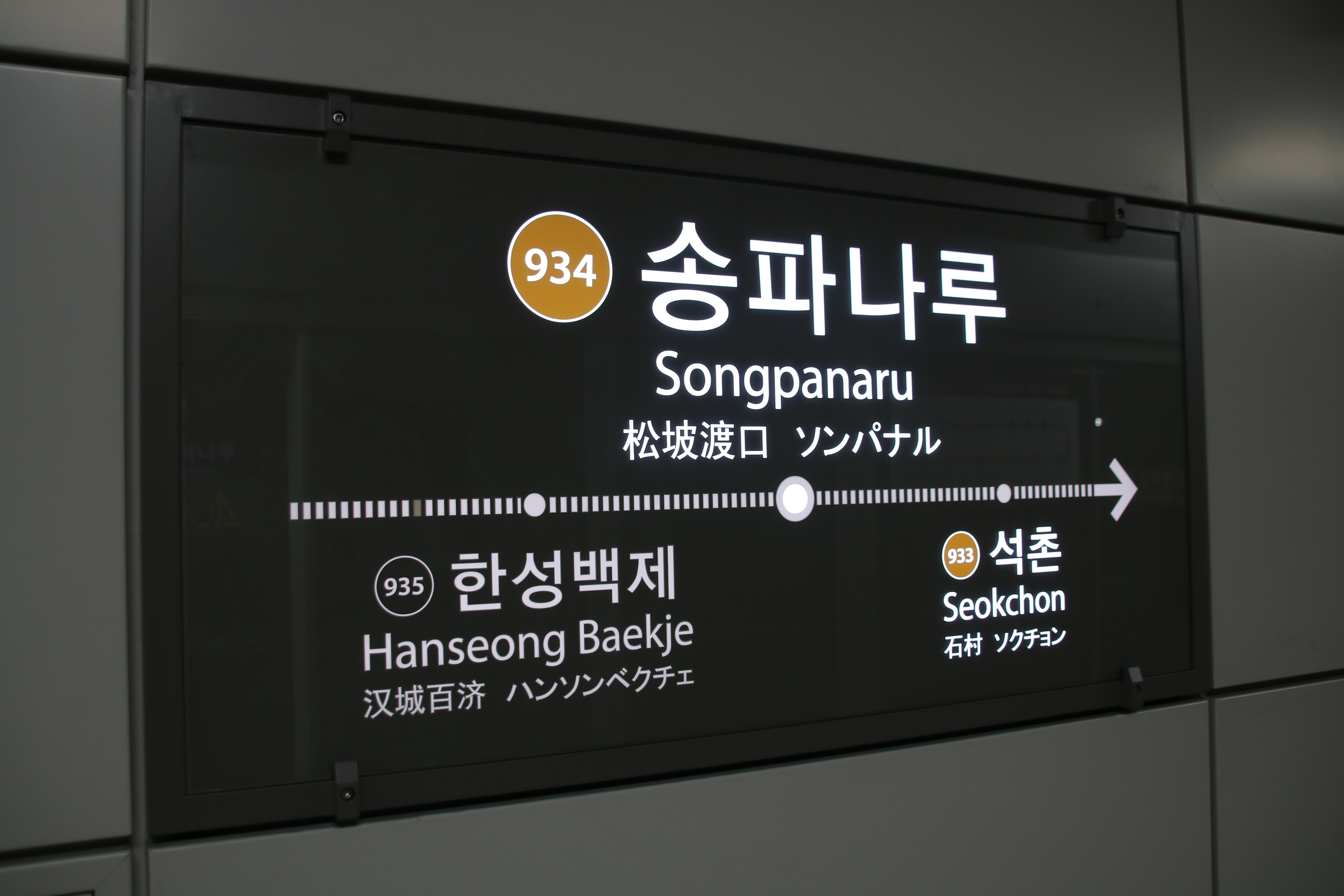
站名牌
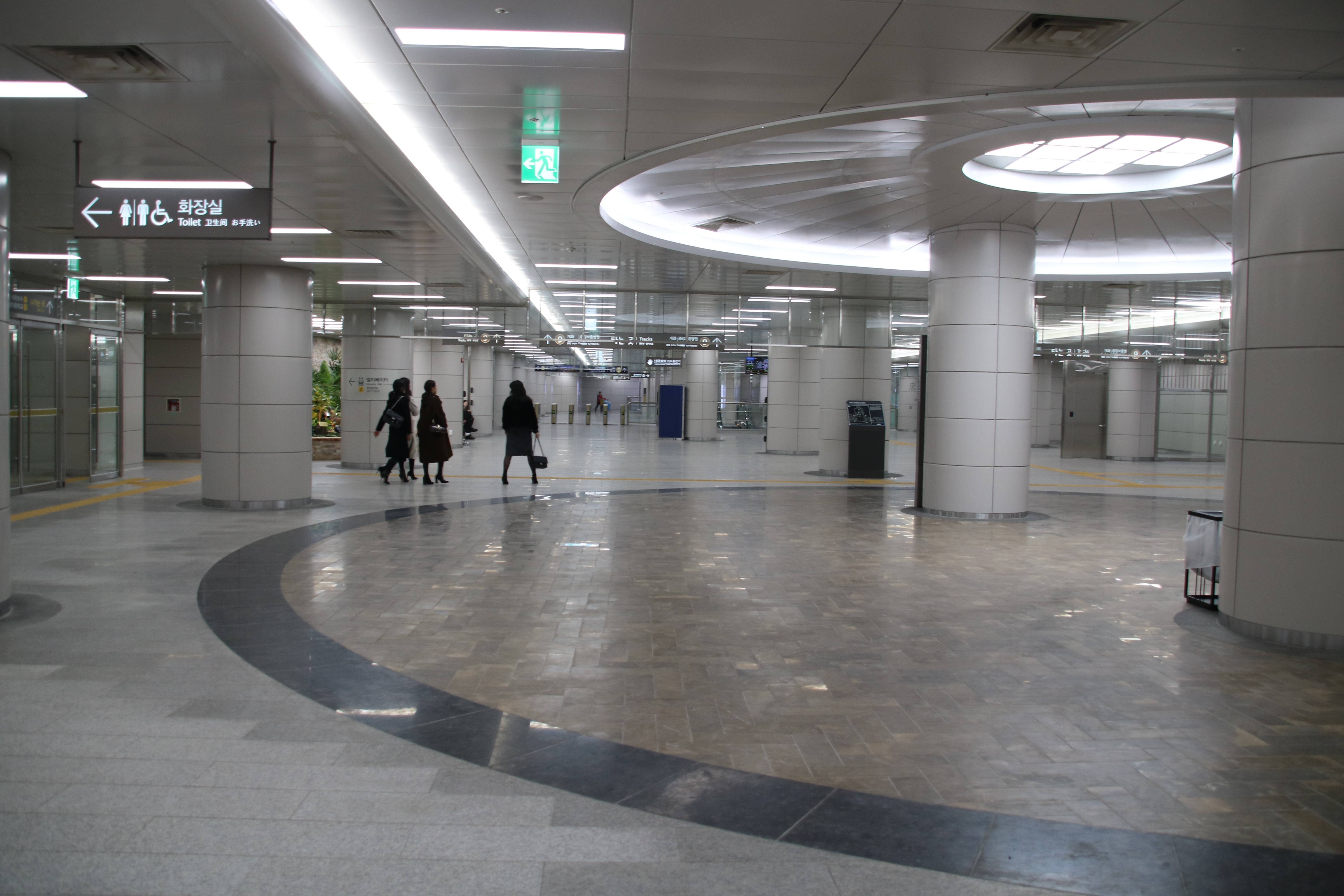
車站大廳
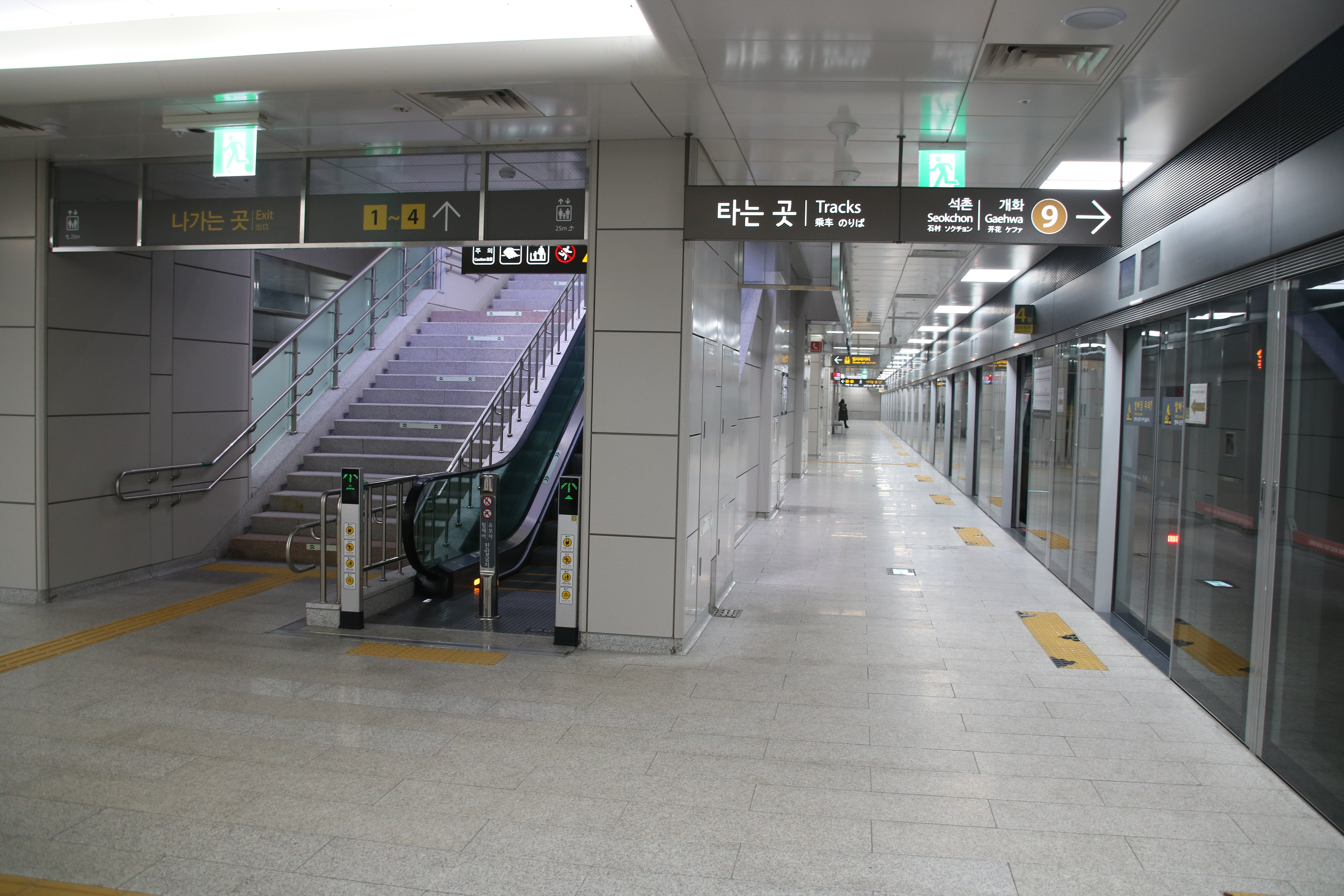
候車月台
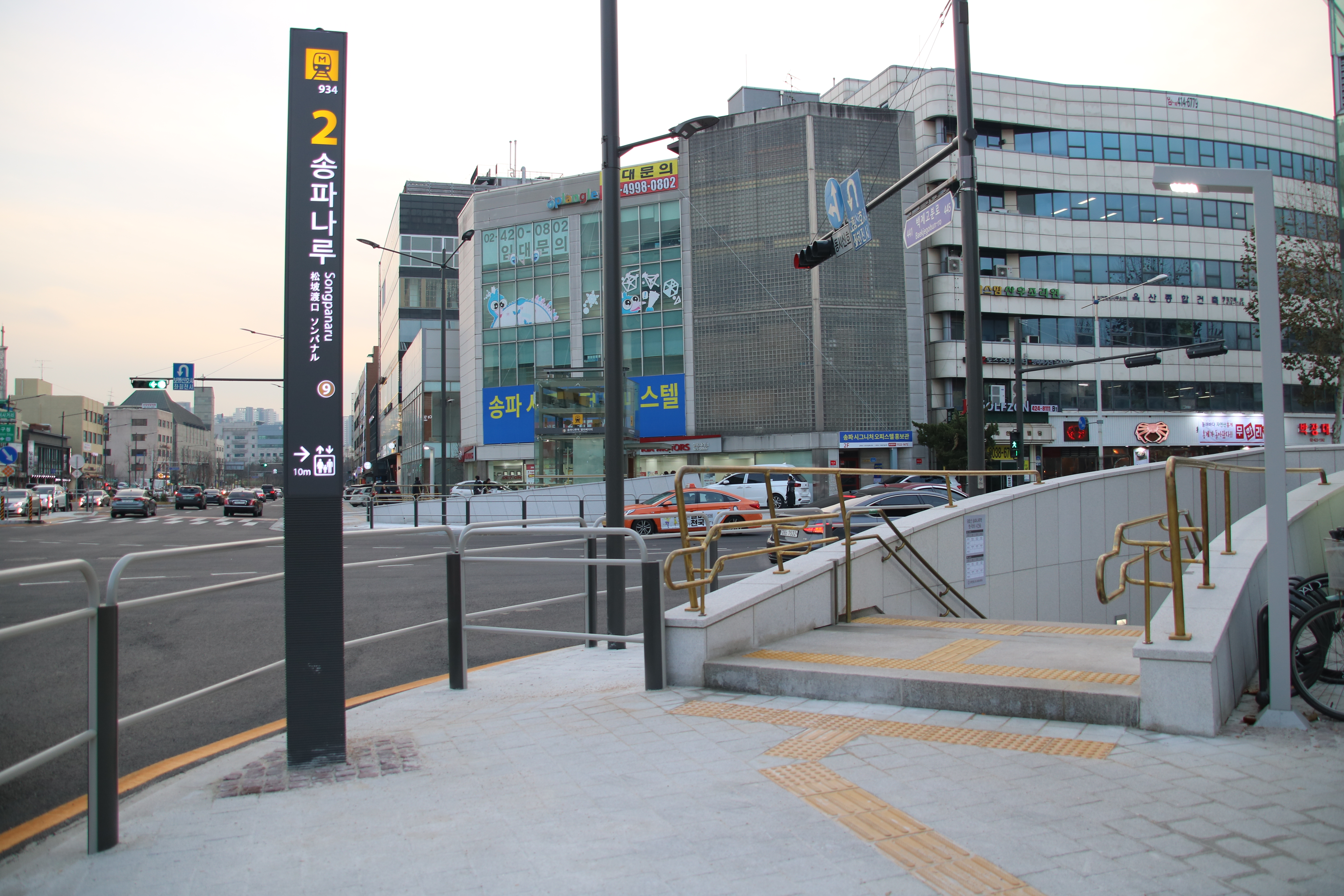
2號出口
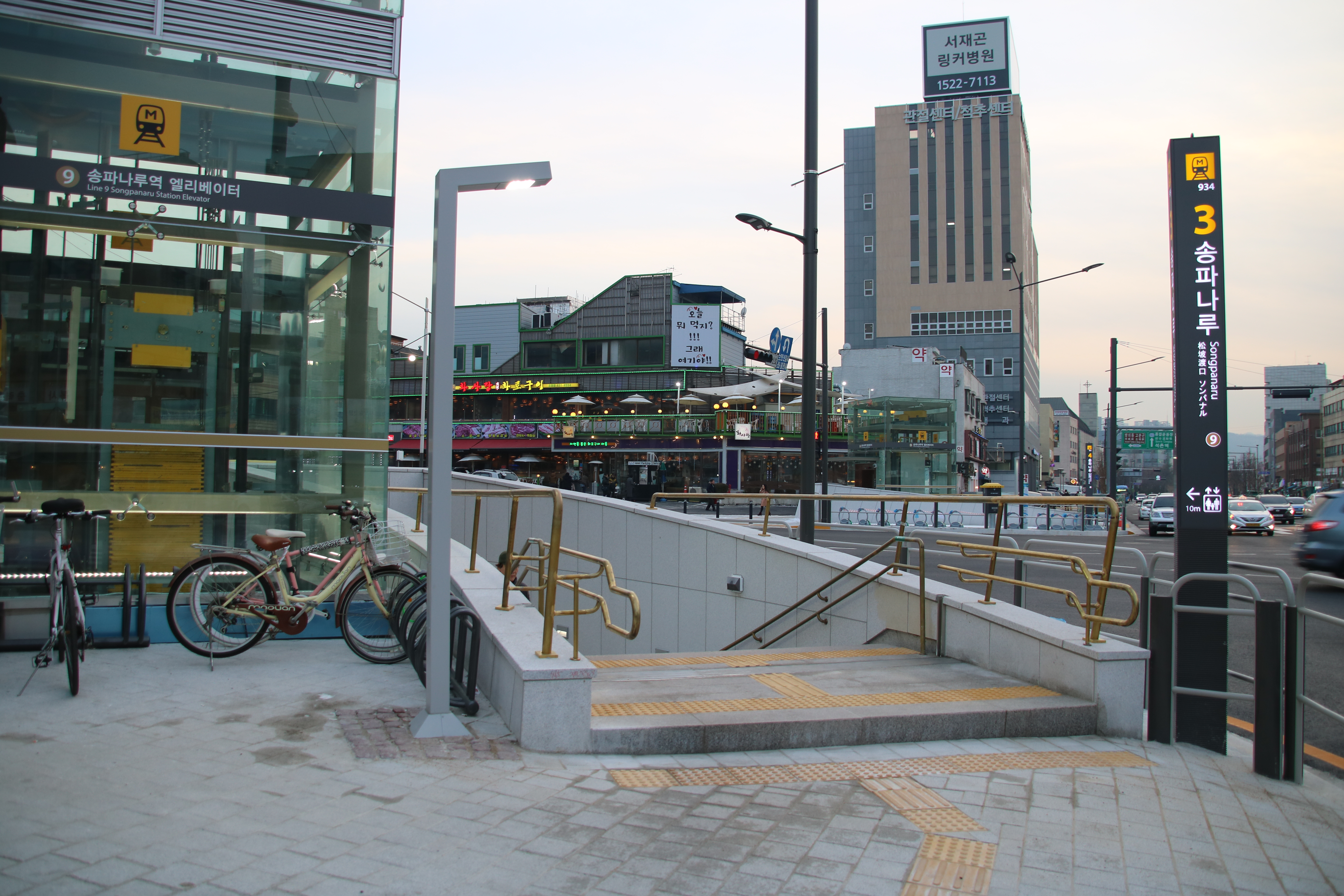
3號出口
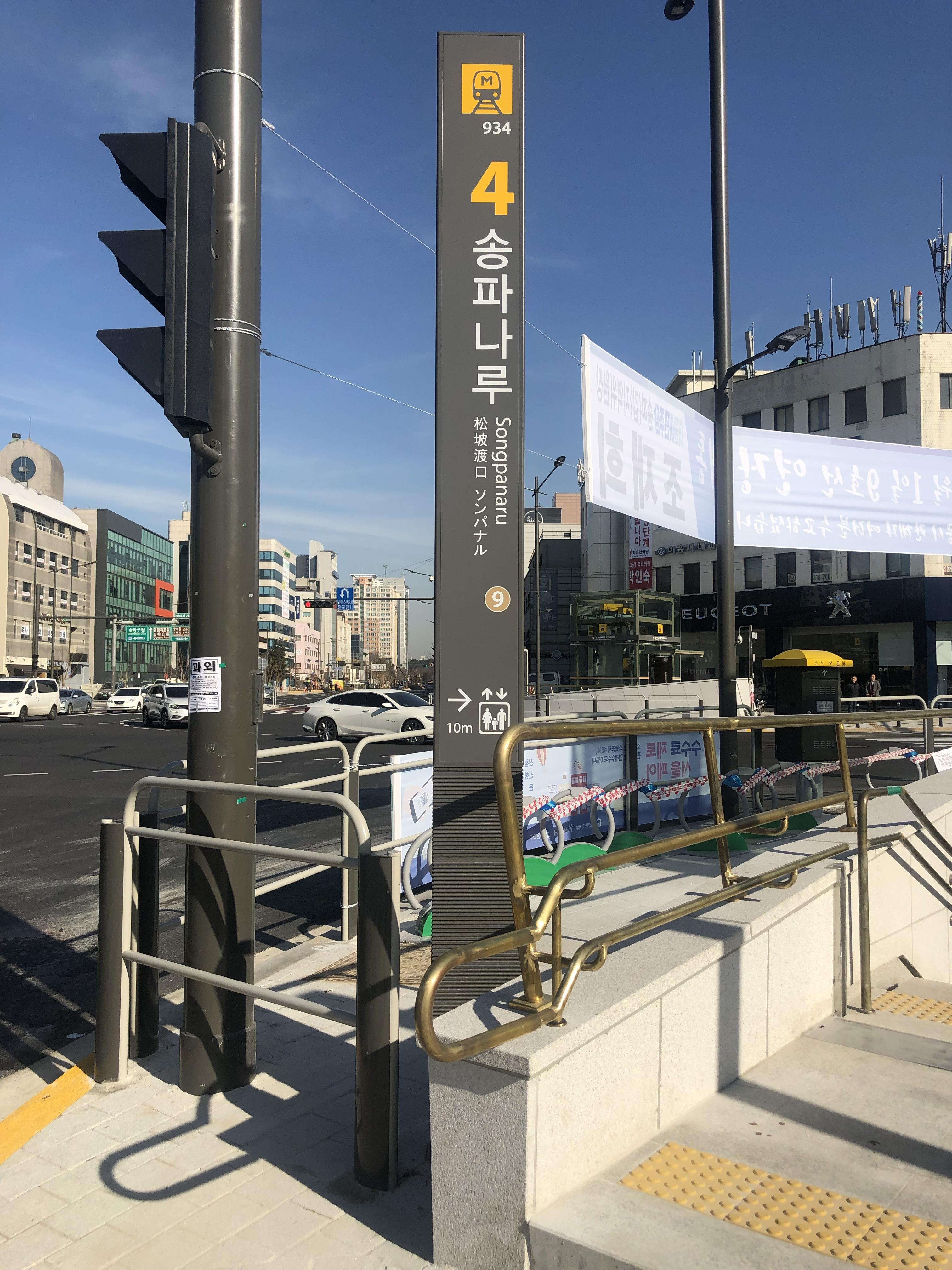
4號出口

## 相鄰車站
首爾交通公社
●首爾地鐵9號線
一般
石村（933）－松坡渡口（934）－漢城百濟（935）
1. ↑  Yang, Gil-seong. . The Korea Economic Daily. 2018-08-01  [2018-08-01]. （原始内容存档于2018-08-01） （韩语）.